# Mathias von Gersdorff

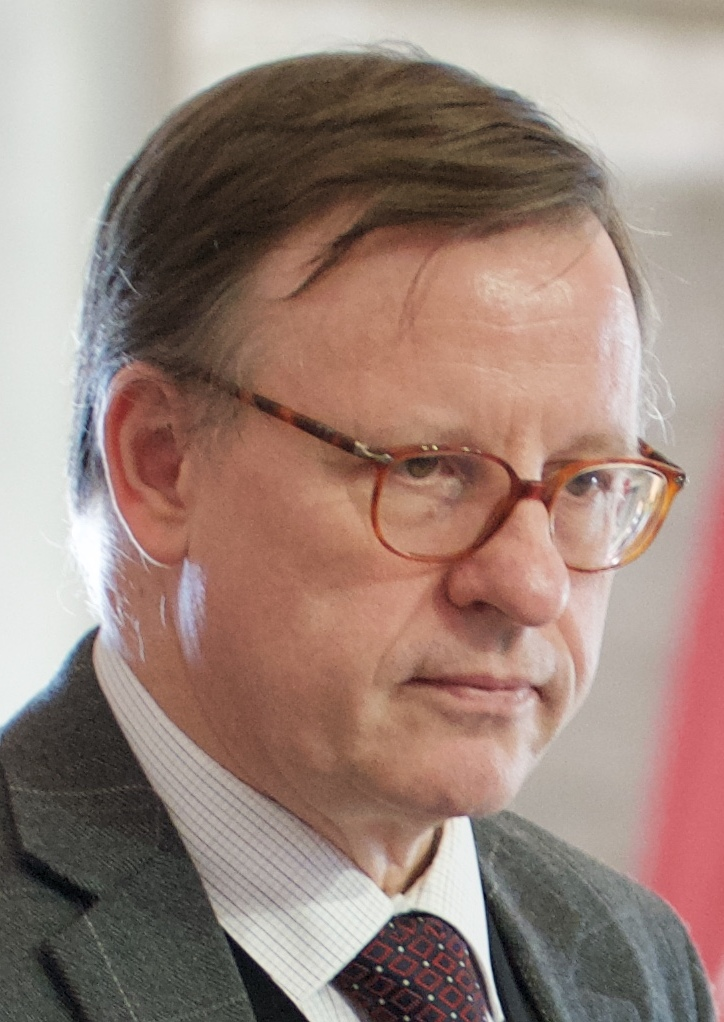
Mathias von Gersdorff, 2019

Mathias von Gersdorff (* 21. September 1964 in Santiago de Chile) ist ein deutscher Diplom-Volkswirt und stammt vom ehemals uradligen Geschlecht Gero von Gersdorff ab. Er leitet das deutsche Büro der traditionalistischen Gesellschaft zum Schutz von Tradition, Familie und Privateigentum und tritt in der Öffentlichkeit als Publizist und Aktivist der Lebensrechtsbewegung in Erscheinung. Dabei vertritt er antiliberale Positionen, so lehnt er eine tolerante Sexualmoral, Abtreibungsrechte, die gleichgeschlechtliche Ehe und eine Öffnung der Kirchen ab.

## Werdegang und Aktivitäten
Gersdorff studierte Wirtschaftswissenschaften und erlangte 1989 in Bonn seinen Abschluss als Diplom-Volkswirt. Er arbeitete mehrere Jahre als Banker in London und Frankfurt am Main. Daneben veröffentlicht er Bücher und Broschüren und publiziert Artikel weltanschaulichen und kirchenpolitischen Inhalts, unter anderem bei der rechtskonservativ Zeitschrift Junge Freiheit oder den Internetportalen kreuz.net und kath.net. Außerdem schreibt er für Blogs wie Charismatismus, Treff-Am-Kreuz, Abgeordneten-Check und FreieWelt.net.

### TFP und DVCK
Gersdorff ist langjähriger Aktivist und seit 2008 Direktor der deutschen Sektion der Gesellschaft zum Schutz von Tradition, Familie und Privateigentum (TFP), einer 1960 von dem Brasilianer Plínio Corrêa de Oliveira gegründeten Vereinigung, die sich weltweit „dem Kommunismus und den katholischen Linken […] entgegenstellen“ und die Befreiungstheologie in der katholischen Kirche bekämpfen soll und nach den Worten des Gründers für eine „sakrale, antiegalitäre und antiliberale christliche Kultur“ eintritt, die als „gegenrevolutionär“ charakterisiert wird. Die TFP wird von der Politiksoziologin und Rechtsextremismusforscherin Karin Priester als rechtsextreme Sekte eingeordnet; eine Selbstbeschreibung als „überparteilicher Verein“ findet sich auf der Seite der von Gersdorff geleiteten TFP-Aktion „Das Herz Jesu Apostolat für die Zukunft der Familie“. Seit 1993 ist Mathias von Gersdorff Koordinator der angeschlossenen Deutschen Vereinigung für eine christliche Kultur (DVCK) und leitet hier die so benannten Aktionen „Kinder in Gefahr“ (KiG), die sich vor allem gegen die Jugendzeitschrift Bravo richtet, und „SOS Leben“.

### Abtreibungsgegnerschaft und christlich-fundamentalistische Netzwerkarbeit
Mathias von Gersdorff ist seit 1990 in der deutschen Lebensrechtsbewegung aktiv und tritt auf Veranstaltungen und in Veröffentlichungen gegen Abtreibung, Pornografie, gleichgeschlechtliche Ehe und Blasphemie sowie gegen die „Gender-Ideologie“ ein. Er nahm an „Märschen für das Leben“ teil und unterstützt das zum Netzwerk der AfD-Politikerin Beatrix von Storch und des Ehepaares Klaus und Birgit Kelle gehörende Aktionsbündnis „Demo für Alle“ im Kampf gegen den baden-württembergischen Bildungsplan 2015, unter anderem auch als Redner bei Kundgebungen. 2013 trat Gersdorff als geladener Redner auf dem World Congress of Families (WCF) in Sydney auf, einem christlich-fundamentalistischen Netzwerk evangelikaler Prägung aus den Vereinigten Staaten, das nach Einschätzung der Friedrich-Ebert-Stiftung ähnliche familien- und gesellschaftspolitische Ziele wie die aus Lateinamerika stammende TFP auf katholischer Seite verfolgt.
In dem Buch »Deutschland treibt sich ab« wird Mathias von Gersdorff aus Sicht des apabiz folgendermaßen beschrieben: „Vor allem der Adelige von Gersdorff, der Leiter der Aktion KiG, beteiligt sich mit scharfen Formulierungen an Debatten um Abtreibung, PID, Gender Mainstreaming oder sexuelle Früherziehung. Er war bereits Autor bei den Christdemokraten für das Leben, an deren Bundesmitgliederversammlungen die DVCK teilweise teilnahm und der Jungen Freiheit sowie Referent bei der extrem rechten Staats- und Wirtschaftspolitischen Gesellschaft e. V. Die Aktion KiG ist Teil der Proteste gegen den Bildungsplan 2015 in Baden-Württemberg.“

### Innerkirchliche Aktivitäten
Regelmäßig nimmt von Gersdorff Stellung zu innerkirchlichen Debatten hinsichtlich Ehe, Familie und Sexualmoral und positionierte sich im Kontext der römischen Bischofssynode über die Familie in den Jahren 2014 und 2015 ablehnend gegenüber Liberalisierungstendenzen in katholischen Laiengremien und im Episkopat. Scharf kritisierte von Gersdorff auch die von der Deutschen Bischofskonferenz empfohlene Reform des kirchlichen Arbeitsrechts im Jahr 2015. Zu diesen Themen wird er auch in befreundeten internationalen Medien als „prominenter deutscher Kirchenbeobachter“ zitiert und interviewt. Gersdorff ist Mitorganisator einer von TFP-nahen Kreisen initiierten Online-Petition an den Papst („Ergebene Bitte an Seine Heiligkeit Papst Franziskus über die Zukunft der Familie“), die er als „eine Gegenreaktion auf die Versuche aus dem Linkskatholizismus, also von Organisationen wie Wir sind Kirche, linken Theologen und auch von manchen Bischöfen, die katholische Lehre zu schleifen, zu liberalisieren“, versteht und die nach eigenen Angaben von sieben Kardinälen und etwa 140 Bischöfen weltweit unterzeichnet wurde. Der Papst wird darin ersucht, die „Zulassung von geschiedenen und wieder verheirateten Katholiken zur heiligen Kommunion“ und jede Form „homosexueller Partnerschaften“ klar zu verurteilen.
Für seine 2015 im Verlag der Abtei Mariawald veröffentlichte Biografie von Plínio Corrêa de Oliveira erhielt Mathias von Gersdorff Würdigungen verschiedener kirchlicher Würdenträger aus seinem kirchenpolitischen Umfeld (u. a. die Kardinäle Raymond Burke, Walter Brandmüller und Paul Josef Cordes, Erzbischof Wolfgang Haas, Weihbischof Athanasius Schneider und Georg May).

## Schriften (Auswahl)
- Die sexuelle Revolution erreicht die Kinder. DVCK, Frankfurt am Main 2005. 138 S. ISBN 978-83-88739-26-2
- Christenhass im Visier. Christophobie, Religionskampf und Blasphemie in den Medien. DVCK, Frankfurt am Main 2010. 150 S.
- Der Kampf ums Leben. Aktion „SOS-Leben“ der DVCK, Frankfurt am Main 2012. 156 S.[34]
- Alarm um die Kinder. Aktion „Kinder in Gefahr“ der DVCK, Frankfurt am Main 2013. 129 S.
- Plinio Corrêa de Oliveira und die Gegenrevolution. In: Daniel Führing (Hrsg.): Gegen die Krise der Zeit: Konservative Denker im Portrait. Graz 2013, ISBN 978-3-902732-21-7.
- Intoleranz gegen Christen in Europa. In: Gerhard Stumpf (Hrsg.): Die katholische Kirche auf dem Weg durch die Zeit. Landsberg am Lech 2014, ISBN 978-3-9814138-2-3.
- Als Hrsg.: Ehe und Familie im Sperrfeuer revolutionärer Angriffe. Mit Beiträgen von: Plinio Corrêa de Oliveira, Murillo Galliez, Felizitas Küble und Christa Meves. DVCK, Frankfurt am Main 2014. 163 Seiten.
- Begegnung mit Plinio Corrêa de Oliveira: Katholischer Streiter in stürmischer Zeit. Patrimonium-Verlag, Heimbach 2015. ISBN 978-3-86417-033-1 (Biografie des TFP-Gründers).
- Gender: Was steckt dahinter? Media Maria, Illertissen 2015. ISBN 978-3-945401-14-9

## Genealogie
- Gottfried Graf Finck von Finckenstein, Christoph Franke, u. a.: Genealogisches Handbuch der Adeligen Häuser. A (Uradel). 2007. Band XXIX, Band 142 der Gesamtreihe GHdA, Hrsg. Deutsches Adelsarchiv, C. A. Starke, Limburg an der Lahn 2007, S. 139 f.